# Mortal Kombat: Tournament Edition
Mortal Kombat: Tournament Edition (сокр. MKTE) — второй порт для портативной консоли Game Boy Advance. Из-за технических ограничений приставки и малого объёма картриджа, игра была выпущена для этой приставки в виде отдельных двух «частей». Первая часть порта MKDA для этой системы вышла вместе с остальными версиями MKDA в середине ноября в США и 14 февраля в Европе. Она называлась Mortal Kombat: Deadly Alliance также как и «большие» версии. Вторая часть порта вышла год спустя после первой и получила название Mortal Kombat: Tournament Edition. Это была первая игра серии Mortal Kombat, которая использовала 3D стиль игры на переносной консоли.

## Персонажи
Состав персонажей Mortal Kombat: Deadly Alliance для Game Boy Advance был поделён между двумя играми:
Шан Цзун, Куан Чи и Скорпион были включены в обе части игры.
Блейз, Мокап и Молох не были включены ни в одну из версий.
Фрост, Джакс, Саб-Зиро, Кано, Кун Лао, Кэнси, Китана, Ли Мей и Соня были включены в первую часть порта.
Бо Рай Чо, Сайракс, Драмин, Сюй Хао, Джонни Кейдж, Мавадо, Нитара, Рейден и Рептилия были включены только в МКТЕ.
Отличия
Mortal Kombat: Tournament Edition немного расширил сюжет МКDA добавив в игру трёх новых бойцов — Сектора, Нуб Сайбота и Сарину из Mortal Kombat Mythologies: Sub-Zero. Сектор и Нуб Сайбот являются «перекрашенными» Сайраксом и Скорпионом соответственно. Также МКТЕ — первая игра серии в которой не появляется Саб-Зиро. Помимо этого Tournament Edition отличается от первого порта, наличием новых режимов игры. Режим Tag Team позволяет устраивать бои 2 на 2, а режим Survival выставляет игрока против ряда противников в бою на выживание с одной полоской жизни. В отличие от прошлого порта, в котором был только один тип монет, золотой, в МКТЕ есть два типа монет: золотые и красные. Как и в прошлой версии золотые монеты игрок может заработать проходя игру. Красные монеты можно заработать только играя в онлайн режиме. Помимо обычных Фаталити в игру были включены «оружейные» Фаталити.

## Оценки
| Сводный рейтинг | Сводный рейтинг |
| Агрегатор       | Оценка          |
| --------------- | --------------- |
| GameRankings    | 76,41 %         |